# 张景辉 (1968年)
张景辉（1968年1月—），江西上饶人，汉族，九三学社社员。中华人民共和国政治人物、第十三届全国人民代表大会江西省代表。

## 生平
2018年，张景辉被选为江西省出席第十三届全国人民代表大会代表。